# Dogão
Dogão foi um personagem criado pelo produtor musical Rick Bonadio e pelo rapper Suave. Foi criado em 2004 pelo produtor como um rapper virtual, inspirado no sucesso da banda inglesa Gorillaz. Sua voz é interpretada pelo rapper Suave, do grupo Jigaboo. Dogão foi um dos candidatos ao Prêmio Hutúz de 2004, a maior premiação do hip hop nacional. O rapper canino tinha como amigos os virtuais Mano Cabuloso e Nega Ganja; fez sua primeira apresentação ao vivo em 6 de outubro de 2004, em meio ao show comemorativo dos 27 anos da Rádio Transamérica. As composições das letras são escritas pelo produtor e pelo rapper Suave.

## História
Dogão foi um “rapper cachorro virtual” que em 2004 resolveu montar uma banda homônima. Neste mesmo ano, gravou seu único disco (Dogão É Mau) e excursionaram por todo o país com a turnê Parvo Virose Tour.
"Dogão" foi composto, além de seu intérprete, por mais alguns personagens, Mano Cabuloso, seu DJ e produtor musical, e a Nega Ganja, sua namorada e backing vocal. Com uma forte personalidade e irreverência em suas letras e discursos, o clipe do artista com a música “Dogão é Mau” foi um dos lançamentos mais pedidos da MTV. Com todo seu sucesso no mesmo ano, também lançou sua loja de roupas.
Seu hit "Dogão é Mau" foi uma das músicas mais tocadas nas rádios de 2004 e também foi baixado como ringtone 80 mil vezes. Por outro lado, uma votação do caderno Folhateen da Folha de S. Paulo a elegeu como pior canção de 2004, o que não foi considerado ruim por Rick Bonadio.
Mas, no final de 2005, Dogão parou de ter novas músicas. Segundo Rick Bonadio, o rapper virtual não foi criado para ser levado a sério no hip hop, ele foi criado apenas para divertir. Sua última música lançada satiriza o casamento de Daniella Cicarelli e Ronaldo. A canção se chama "Enquanto Isso, em Algum Castelo de Paris".

## Discografia

### Álbuns de estúdio
| Ano  | Álbum       | Gravadora     | Formato |
| ---- | ----------- | ------------- | ------- |
| 2005 | Dogão É Mau | Arsenal Music | CD      |

### Singles
- Aviso (Dogão / Mano Cabuloso)
- Dogão É Mau (Dogão / Mano Cabuloso)
- Parvo Virose (Dogão / Mano Cabuloso)
- 7 Galo (Dogão / Mano Cabuloso)
- Cadê A Ganja? (Dogão / Mano Cabuloso)
- Banho e Tosa (Charlie Midnight / André Cymone / Dogão / Mano Cabuloso)
- Eu Sou Dogão (Dogão / Mano Cabuloso)
- Vida de Cão (Dogão / Mano Cabuloso)
- Tá Com Medo? (Dogão / Mano Cabuloso)
- Amor De Vira-Lata / Onde Você Mora? (Dogão / Mano Cabuloso) / (Nando Reis / Marisa Monte)
- De Rolê (Dogão / Mano Cabuloso)
- Zé Povinho (Dogão / Mano Cabuloso)

### Videografia
- "Dogão É Mau" - 2005
- "Banho e Tosa" - 2005